# Ernest Wentworth Wade
Ernest Wentworth Wade, britanski general, * 1889, † 1970.